# Canzo
Canzo – miejscowość i gmina we Włoszech, w regionie Lombardia, w prowincji Como.
Według danych na rok 2004 gminę zamieszkiwało 4900 osób, 445,5 os./km².

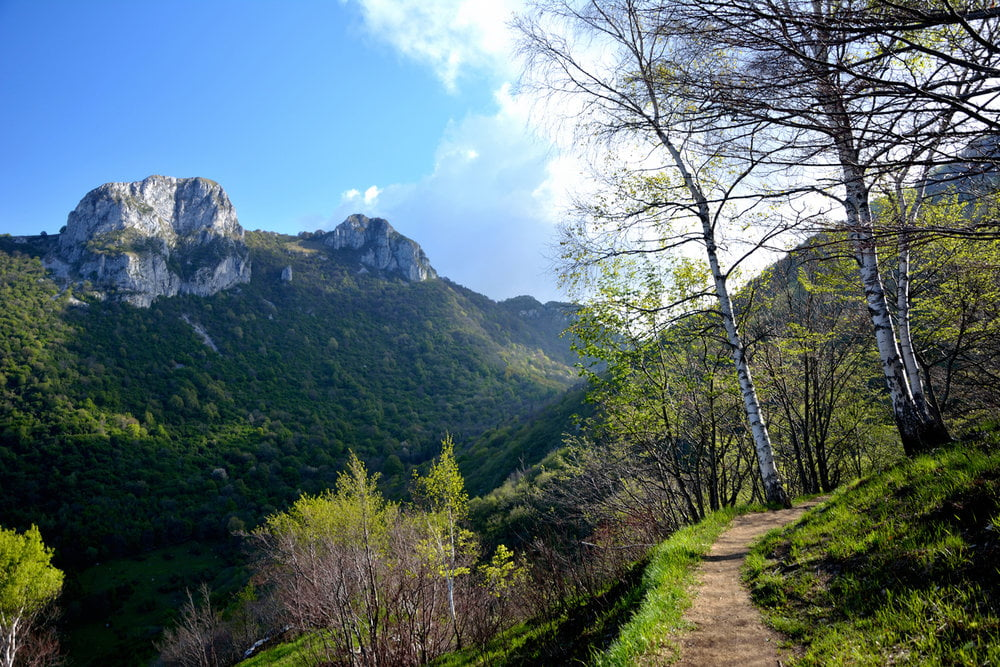
Góra Corni di Canzo.